# Standfussiana defessa
Standfussiana defessa là một loài bướm đêm thuộc họ Noctuidae. Loài này có ở high altitudes in Liban, Syria và Israel.
Con trưởng thành bay từ tháng 5 đến tháng 8. Có một lứa một năm.